# Listă de regizori japonezi
Aceasta este o listă de regizori de film japonezi:

Cuprins: Început - 0–9 A B C D E F G H I J K L M N O P Q R S T U V W X Y Z

## A
- Yutaka Abe
- Hideaki Anno
- Shinji Aoyama
- Tarō Araki
- Mari Asato

## D
- Masanobu Deme
- Nobuhiro Doi

## F
- Kei Fujiwara
- Kinji Fukasaku
- Jun Fukuda
- Yasuo Furuhata
- Tomoyuki Furumaya

## G
- Hideo Gosha
- Heinosuke Gosho

## H
- Sachi Hamano
- Tsutomu Hanabusa
- Susumu Hani
- Masato Harada
- Yasuharu Hasebe
- Kazuhiko Hasegawa
- Ryōsuke Hashiguchi
- Kaizo Hayashi
- Shinji Higuchi
- Hideyuki Hirayama
- Ryūichi Hiroki
- Ishirō Honda

## I
- Kon Ichikawa
- Mako Idemitsu
- Takahiko Iimura
- Yutaka Ikejima
- Shohei Imamura
- Shinji Imaoka
- Hiroshi Inagaki
- Haruo Inoue
- Katsuhito Ishii
- Sōgo Ishii
- Takashi Ishii
- Teruo Ishii
- Juzo Itami
- Daisuke Itō
- Shunya Itō
- Shunji Iwai

## K
- Norimasa Kaeriyama
- Shusuke Kaneko
- Nozumi Kasugi
- Yoshikazu Katō
- Naomi Kawase
- Yūzō Kawashima
- Keisuke Kinoshita
- Teinosuke Kinugasa
- Ryuhei Kitamura
- Takeshi Kitano
- Masaki Kobayashi
- Satoru Kobayashi
- Takashi Koizumi
- Satoshi Kon
- Masaru Konuma
- Hirokazu Koreeda
- Seijirō Kōyama
- Kei Kumai
- Tatsumi Kumashiro
- Minoru Kunizawa
- Kazuo Kuroki
- Akira Kurosawa
- Kiyoshi Kurosawa

## M
- Toshio Masuda
- Yasuzo Masumura
- Mitsuru Meike
- Mitsuhiro Mihara
- Takashi Miike
- Takahiro Miki
- Takahiro Mitsuyoshi
- Kenji Misumi
- Kōki Mitani
- Hayao Miyazaki
- Kenji Mizoguchi
- Yoshimitsu Morita
- Shirō Moritani
- Katsuyuki Motohiro
- Kan Mukai
- Ryū Murakami
- Minoru Murata

## N
- Shunichi Nagasaki
- Masahiko Nagasawa
- Sadao Nakajima
- Hiroyuki Nakano
- Hideo Nakata
- Mikio Naruse
- Giichi Nishihara
- Katsumi Nishikawa
- Miwa Nishikawa
- Yoshitaro Nomura

## O
- Mipo O
- Kōyū Ohara
- Kihachi Okamoto
- Mamoru Oshii
- Nagisa Oshima
- Yasujirō Ozu
- Okazaki Miyazaki

## S
- Sabu   (Tanaka Hiroyuki)
- Yoichi Sai  (Choi Yang-il)
- Buichi Saitô
- Kōichi Saitō
- Torajiro Saito
- Junji Sakamoto
- Kazuhiro Sano
- Hirohisa Sasaki
- Hajime Sato
- Hisayasu Satō
- Junya Sato
- Shimako Satō
- Toshiki Satō
- Yūichi Satō
- Kōji Seki
- Kazuyoshi Sekine
- Makoto Shiina
- Yasujirō Shimazu
- Hiroshi Shimizu
- Takashi Shimizu
- Kaneto Shindo
- Masahiro Shinoda
- Tetsuo Shinohara
- Makoto Shinozaki
- Akihiko Shiota
- Chūsei Sone
- Masayuki Suo
- Nobuhiro Suwa
- Seijun Suzuki

## T
- Yūji Tajiri
- Gō Takamine
- Lisa Takeba
- Tetsuji Takechi
- Tetsuya Takehora
- Yōjirō Takita
- Yuki Tanada
- Eizō Tanaka
- Noboru Tanaka
- Tomotaka Tasaka
- Shūji Terayama
- Hiroshi Teshigahara
- Shirō Toyoda
- Toshiaki Toyoda
- Eiji Tsuburaya
- Yutaka Tsuchiya
- Shinya Tsukamoto
- Tokuzo Tanaka

## U
- Toshiya Ueno
- Kiyohiko Ushihara

## W
- Kōji Wakamatsu
- Mamoru Watanabe

## Y
- Takeshi Yagi
- Yamada Yoji
- Kazuhiko Yamaguchi
- Masashi Yamamoto
- Satsuo Yamamoto
- Sō Yamamura
- Sadao Yamanaka
- Mitsuo Yanagimachi
- Keisuke Yoshida
- Kōta Yoshida
- Isao Yukisada
- Yumi Yoshiyuki

## Z
- Takahisa Zeze